# Hypsiboas faber
Hypsiboas faber is een klimmende kikker uit de familie boomkikkers (Hylidae). Lange tijd behoorde de soort tot het geslacht Hyla. De soort wordt ook wel smidskikker genoemd naar de Engelse naam, omdat de paarroep klinkt als hamerslagen op metaal. De soort werd voor het eerst wetenschappelijk beschreven door Maximilian zu Wied-Neuwied in 1821.

## Uiterlijke kenmerken
Vrouwtjes kunnen tot 8 centimeter lang worden, de mannetjes blijven kleiner. De soort is te herkennen aan de zeer brede kop en de meestal bruine kleur zonder echte patronen behalve de donker gebandeerde achterpoten. Het lichaam is smal en plat, het tympanum of trommelvlies heeft een huidplooi aan de bovenzijde naar de voorpoot en de pupil is horizontaal.

## Algemeen
Het voedsel bestaat uit wormen en insecten maar vooral vliegen, die ze met de lange tong vangen, zoals een kameleon. De kikker leeft in het tropische regenwoud van Brazilië, en leeft in hoge bomen waar hij tussen de takken leeft; het is een klimmende kikker die van vochtige en schaduwrijke omgevingen houdt.

## Voortplanting
Hypsiboas faber heeft een relatief ingewikkeld paringsritueel; het mannetje bouwt op een beschutte plaats tussen de bladeren een soort nest in de bodem tot onder de grondwaterspiegel. Hij graaft geen tunnel maar eerder een kratertje in de drassige bodem waar een laagje water instaat, en gaat hierin zitten kwaken tot er zich een vrouwtje aandient. Het mannetje leidt haar naar het nest en vervolgens vindt de paring plaats waarbij het vrouwtje de eitjes afzet. Broedzorg kent deze soort niet; direct na het afzetten van de eitjes gaat ieder zijn eigen weg en als de kikkervisjes niets meer te eten hebben voor de pootjes zijn ontwikkeld, worden ze kannibalistisch.